# Stazione di Keikyū Kamata

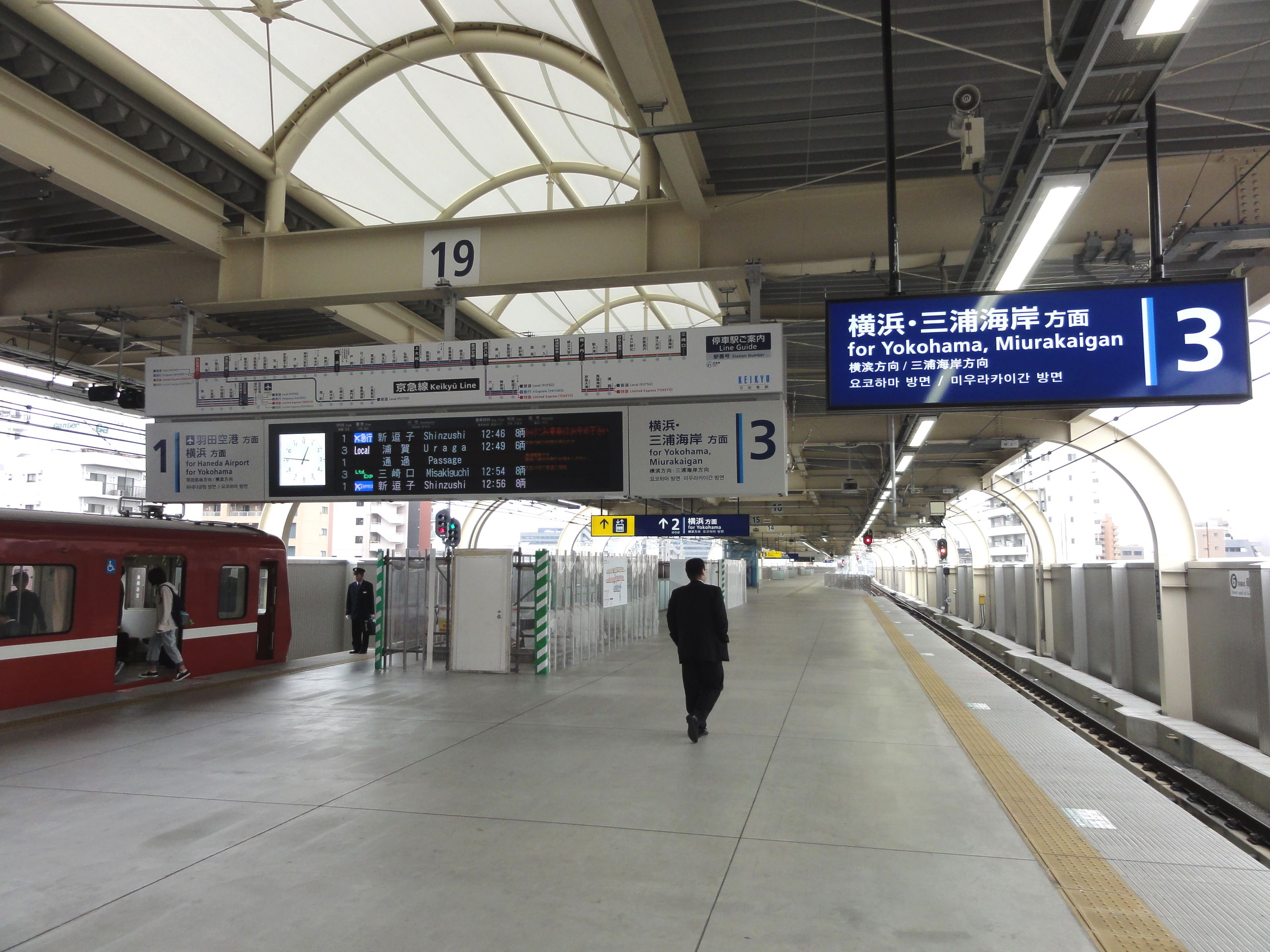
Vista dei binari

La stazione di Keikyū Kamata (京急蒲田駅?, Keikyū Kamata-eki) è una stazione ferroviaria di Tokyo. Si trova nel quartiere di Ōta ed è servita dalla linea principale e dalla linea aeroporto delle Ferrovie Keikyū, distante 8 km dal capolinea di Shinagawa.

## Linee
Ferrovie Keikyū
● Linea Keikyū principale
● Linea Keikyū Aeroporto

## Struttura
La stazione è dotata di due marciapiedi a isola con sei binari totali, e dalla linea principale si dirama la linea per l'aeroporto. Al primo piano (piano terra) si trovano i tornelli e il mezzanino, al secondo piano i binari dal 4 al 6, e al terzo piano i binari dall'1 al 3, rendendo quindi questa stazione a tre piani, di cui due costituiti da viadotti di binari sovrapposti.
La linea per l'aeroporto utilizza i binari 1 e 4, dei quali il primo usato per i treni provenienti da Shinagawa e destinati all'Aeroporto di Haneda, e per i treni provenienti da quest'ultimo e diretti a Yokohama, e il quarto per i treni provenienti da Yokohama e diretti ad Haneda, e ds qui provenienti per Shinagawa.
I binari 3 e 6 sono tronchi in direzione Yokohama, e qui si trovano anche i binari 2 e 5, che tramite una deviata conducono ai binari 3 e 6 per permettere l'attesa ai treni locali per le precedenze. I treni che devono entrare nel binario 2, sono obbligati a impegnare momentaneamente il binario 3, e quindi il binario 6 una volta che è stato liberato il 5 da un altro treno.
Grazie a questa conformazione, i marciapiedi sono potenzialmente in grado di accogliere treni da 18 carrozze.
| 1 | ● Linea Keikyū Aeroporto                       | per Haneda Aeroporto                        |
| 1 | ● Linea Keikyū principale (da linea aeroporto) | per Yokohama                                |
| 2 | ● Linea Keikyū principale                      | per Yokohama e Miura-Kaigan                 |
| 3 | ● Linea Keikyū principale                      | per Yokohama e Miura-Kaigan                 |
| 4 | ● Linea Keikyū Aeroporto (da Yokohama)         | per Haneda Aeroporto                        |
| 4 | ● Linea Keikyū principale (da linea aeroporto) | per Shinagawa                               |
| 5 | ● Linea Keikyū principale                      | per Shinagawa, Shinbashi e Narita Aeroporto |
| 6 | ● Linea Keikyū principale                      | per Shinagawa, Shinbashi e Narita Aeroporto |

## Stazioni adiacenti
| «                       | Servizio                                            | »                                                        |
| Linea Keikyū principale | Linea Keikyū principale                             | Linea Keikyū principale                                  |
| Linea Keikyū Aeroporto  | Linea Keikyū Aeroporto                              | Linea Keikyū Aeroporto                                   |
| ----------------------- | --------------------------------------------------- | -------------------------------------------------------- |
| Umeyashiki Kōjiya       | Locale                                              | Zōshiki                                                  |
| Heiwajima               | Espresso Aeroporto (per Tokyo)                      | Kōjiya                                                   |
| Kōjiya                  | Espresso Limitato Espresso Aeroporto (per Yokohama) | Keikyū Kawasaki                                          |
| Heiwajima               | Espresso Limitato (da Tokyo)                        | Keikyū Kawasaki                                          |
| Shinagawa               | Esp. Lim. Rapido verde                              | Keikyū Kawasaki Haneda Aeroporto Terminal internazionale |
| Shinagawa               | Esp. Lim. Rapido viola                              | Keikyū Kawasaki Haneda Aeroporto Terminal internazionale |
| Transito                | Esp. Lim. Rapido Aeroporto                          | Transito                                                 |
| Transito                | Keikyū Wing                                         | Transito                                                 |